# Placówka Straży Celnej „Skwierawy”

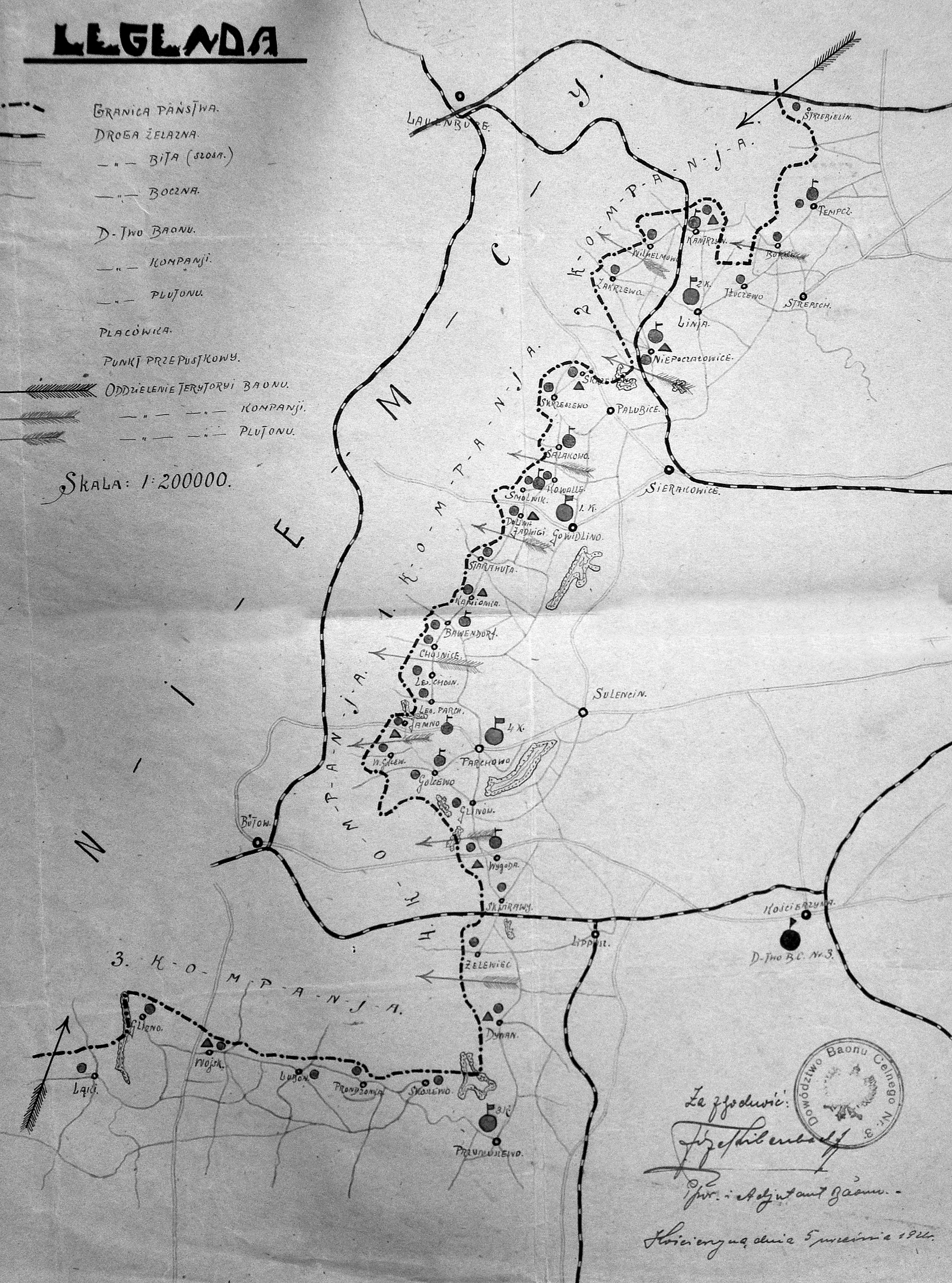
Rozmieszczenie pododdziałów
3 batalionu celnego w 1921 roku.

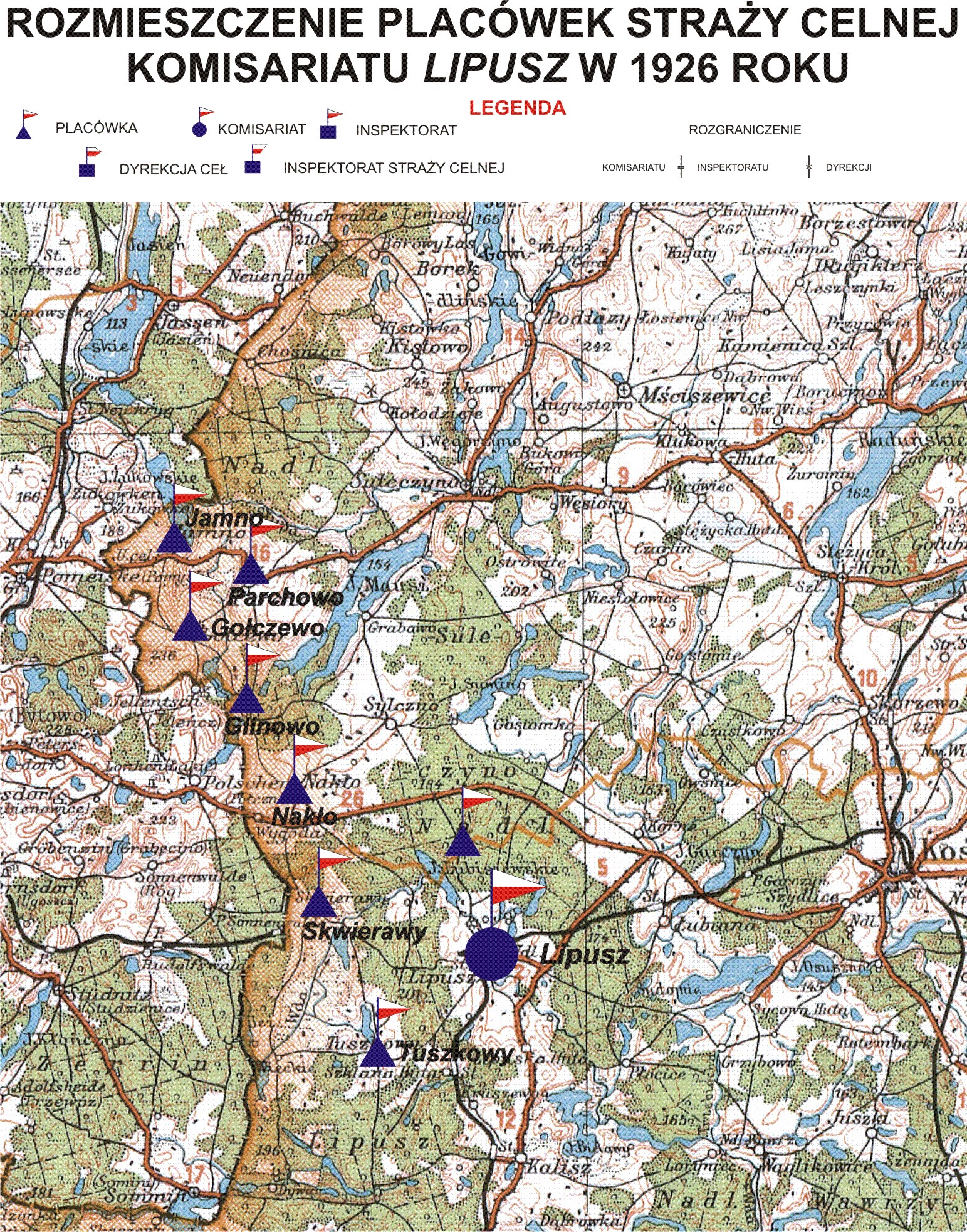
Rozmieszczenie placówek Straży Celnej Komisariatu Lipusz

Placówka Straży Celnej „Skwierawy” – jednostka organizacyjna Straży Celnej pełniąca w okresie międzywojennym służbę ochronną na granicy polsko-niemieckiej.

## Formowanie i zmiany organizacyjne
Na wniosek Ministerstwa Skarbu, uchwałą z 10 marca 1920 roku, powołano do życia Straż Celną. Jednostki Straży Celnej rozpoczęły przejmowanie odcinków granicy od pododdziałów Batalionów Celnych. W 1921 roku w Parchowie stacjonował sztab 4 kompanii 3 batalionu celnego. 3 kompania celna wystawiła między innymi placówkę w Skwierawach. W 1922 roku w Parchowie stacjonował sztab 3 kompanii 17 batalionu celnego. 3 kompania celna wystawiła między innymi placówkę w Skwierawach. Proces tworzenia Straży Celnej trwał do końca 1922 roku. Placówka Straży Celnej „Skwierawy” weszła w podporządkowanie komisariatu Straży Celnej „Lipusz” z Inspektoratu SC „Kościerzyna”.
W drugiej połowie 1927 roku przystąpiono do gruntownej reorganizacji Straży Celnej. W praktyce skutkowało to rozwiązaniem tej formacji granicznej. Ochronę północnej, zachodniej i południowej granicy państwa przejęła powołana z dniem 2 kwietnia 1928 roku Straż Graniczna.
Rozkazem nr 2 z 19 kwietnia 1928 roku w sprawie organizacji Pomorskiego Inspektoratu Okręgowego dowódca Straży Granicznej gen. bryg. Stefan Pasławski określił strukturę organizacyjną komisariatu SG „Lipusz”. Placówka Straży Granicznej I linii „Skwierawy” znalazła się w jego strukturze.

## Funkcjonariusze placówki
Kierownicy placówki
| stopień    | imię i nazwisko, numer | okres pełnienia służby |
| ---------- | ---------------------- | ---------------------- |
| przodownik | Walenty Wesołek (2134) | był w 1926             |

Obsada personalna placówki w 1926:
- przodownik Walenty Wesołek (2134)
- strażnik Ludwik Nowicki (2003)
- strażnik Franciszek Pańkowiak (2051)
- strażnik Franciszek Hęcka (1783)
- strażnik Józef Graczyk (1728)
- strażnik Leonard Burczyk (1031)
- strażnik Józef Szeszuła (3074)
- strażnik Bronisław Nowak (2002)
- strażnik Stefan Drop (2917)
- strażnik Władysław Kaźmierczak (1858)
- strażnik Wacław Kaczmarek (1852)
- strażnik Felicjan Weymann (2135)
- strażnik Franciszek Skweres (2080)